# Cocalus gibbosus
Cocalus gibbosus är en spindelart som beskrevs av Fred R. Wanless 1981. Cocalus gibbosus ingår i släktet Cocalus och familjen hoppspindlar. Inga underarter finns listade i Catalogue of Life.